# Ami Bera
Ami Bera, właśc. Amerish Babulal Bera (ur. 2 marca 1965 w Los Angeles) – amerykański polityk, członek Partii Demokratycznej.
Od 3 stycznia 2013 jest przedstawicielem 7. okręgu wyborczego w stanie Kalifornia w Izbie Reprezentantów Stanów Zjednoczonych.